# Hajós Zoltán
Hajós Zoltán György (Budapest, 1926. március 3. –‎ ?, 2022) magyar származású amerikai szerves kémikus, a Hajos–Parrish–Edee–Sauer–Wiechert-reakció társfelfedezője, az organokatalízis egyik korai úttörője.

## Élete
Hajós Zoltán 1926-ban született Budapesten. Vegyészmérnöki diplomáját 1947-ben szerezte a Budapesti Műszaki és Gazdaságtudományi Egyetemen, majd 1950-ben doktorált Zoltán Csűrös professzor irányítása alatt.
1948 és 1957 között a Budapesti Műszaki Egyetem Szerves Kémia Tanszékén dolgozott, előadóként és adjunktusként. Az 1956-os forradalom után az Egyesült Államokba emigrált, ahol tudományos pályáját folytatta.
1957 és 1960 között a Princeton Egyetemen kutatóként dolgozott, majd a Hoffmann–La Roche vállalatnál folytatta munkáját. Később oktatott a Vermonti Egyetemen, valamint a Torontói Egyetem intézményeiben is. 
1975-től a Johnson & Johnson kutatólaboratóriumában dolgozott egészen 1990-es nyugdíjba vonulásáig.
Nevét elsősorban a Hajos–Parrish–Edee–Sauer–Wiechert-reakció révén ismerik, amely az organokatalízis egyik első ismert példája, és az (S)-prolint használja aszimmetrikus katalizátorként. Ez a reakció jelentős hatással volt a szteroidkémia és az enantiomerszelektív szintézis fejlődésére.

## Díjak és elismerések
- Budapesti Műszaki Egyetem Vasoklevele (2013)
- Budapesti Műszaki Egyetem Rubinoklevele (2017)[2]
- Budapesti Műszaki Egyetem Platinaoklevele (2022)[3]

## Publikációk
- Z.G. Hajos, D.R. Parrish. „Asymmetric synthesis of bicyclic intermediates of natural product chemistry”. Journal of Organic Chemistry.
- Z.G. Hajos et al.. „Total syntheses of optically active 19-nor steroids”. Journal of Organic Chemistry.
- R. Micheli, Z.G. Hajos, et al.. „Proline-catalyzed asymmetric ketol cyclizations”. Journal of Chemical Sciences.

## Öröksége
Hajós munkássága hozzájárult az organokatalízis modern szemléletének kialakulásához, a 2021-es kémiai Nobel-díj kapcsán Benjamin List is utalt a Hajos–Parrish-reakció fontosságára. 